# Kazimír Tomášek
Kazimír Tomášek (9. dubna 1817 Vřesina – 20. dubna 1876 Velká Polom) byl český katolický kněz a národní buditel ve Slezsku.

## Život
Pocházel z mlynářské rodiny. Studoval na gymnáziích v Opavě, Těšíně, Brně a Olomouci. Od roku 1837 pokračoval ve studiu na bohoslovecké fakultě v Olomouci. V roce 1841 byl vysvěcen na kněze a po vysvěcení byl jmenován kooperátorem ve Velké Polomi. V roce 1847 byl zde jmenován farářem a ve Velké Polomi působil až do své smrti. Spolu s Antonínem Vaškem, Janem Lepařem a Cypriánem Lelkem se podílel v roce 1861 na vzniku Opavského besedníku prvního českého týdeníku ve Slezsku. Spolu s Vincencem Praskem a Antonínem Grudou patřil k organizátorům prvního tábora českého lidu ve Slezsku na Ostré hůrce u Chabičova v roce 1869. Třikrát neúspěšně kandidoval na poslance do slezského zemského sněmu.
Zemřel v roce 1876 a byl pohřben na hřbitově ve Velké Polomi. Dne 4. července 1897 mu byla ve Vřesině odhalena pamětní deska a je po něm pojmenována ulice Msgr. Tomáška. V Opavě je po něm pojmenována ulice Tomáškova.